# Марковићи из Љуљака
Фамилија Марковић из гружанског и подрудничког села Љуљаци у општини Кнић је у ово село досељена почетком 18. века из племенске и географске области Пиве у Источној Херцеговини , која је била језгро средњовековне државе херцега Шћепана Вукчића Косаче.

## Порекло
Марковићи из Љуљака потичу од Димитрија Николића Пивљанина, рођеног брата Баја Пивљанина, знаменитог српског јунака из борбе против Турака, а даљим пореклом су од старог племства средњовековне Србије и средњовековне Босне. Њихова најстарија постојбина у Пиви је село Рудинице, једно од најстаријих насеља у овој области. Припадају једном од два пивљанска оснивачка рода, тзв. Руђићима, а даљим пореклом су од српског племства Соколовића
, које је и у Пиви имало један свој огранак. Забележено је предање које каже да је Руђ, родоначелник овог братства био сестрић херцега Шћепана  и управник његовог Соко града, по коме је један део потомака и понео презиме Соколовића. Овој породици, управо огранку у Рудом је припадао и Бајо Соколовић, каснији Мехмед-паша Соколовић.
По записима Вељка Љ. Марковића , судије из Београда, припадник овог братства је био и кнез Вукашин Руђић Соколовић, који је имао три сина: Саватија, Гаврила и Димитрија. Саватије је био ктитор манастира Пива, али и један од четири српска патријарха из рода Соколовића, уз Макарија, Антонија и Герасима Соколовића.
Други син Гаврило, познат и као Гаго је био родоначелник пивљанског братства Гаговића које је давало сердарство пивском племену. Овом братству је припадао и знаменити игуман манастира Пива, хаџи Арсеније Гаговић. Трећи син кнеза Вукашина, Димитрије је имао сина Ивана, а Иван Николу који је по своме оцу носио и презиме Ивановић. Никола је имао неколико синова, а један од њих је био и Бајо Пивљанин, али и Димитрије Пивљанин.
Димитрије Пивљанин се 17. Јануара 1675. године венчао са Аном племенитом Јанковић, ћерком једног од вођа морлачких ускока, племића Јанка Митровића, и сестром још знаменитијег Стојана Јанковића
који се помиње и у епској песми „Ропство Јанковић Стојана“. О том венчању постоје подаци у архиву православне цркве Светог Илије у Задру. Године 1677. се рађа њихов син Никола, који је крштен у истој цркви, што се може и видети у архиви, где на оригиналном документу стоје и имена кумова, Батисте Сопинија и Анцоле Рецеси.
Димитријева супруга Анастасија-Јања је 1680. године настрадала приликом пада са коња, па је Никола практично остао незбринут обзиром на турбулентан и немиран живот свога оца Димитрија и стрица Баја. Због тога је, негде у том периоду одведен у Пиву, код дела породице која је остала у Рудиницама.
После 1685. године и битке на Вртијељци када је Бајо Пивљанин погинуо  , један део породице се из Пиве преселио у централну Србију .

## Формирање фамилије Марковић
Прва етапна станица насељеницима је била територија данашњег Златибора, где је Никола и формирао породицу. Управо ту, на територији данашње Чајетине су рођени његови синови Марко и Мијаило-Мићо. Од Мијаила-Мића се формирало братство Мићића, чији је најчувенији припадник био сердар Јован Мићић, старешина Рујанске кнежине и Ужичке нахије. И данас постоји велика фамилија Мићића која настањује златиборско село Рожанство. Забележено је да су, читав век касније припадници братства Мићића, бежали од Турака у Морачу, и враћали се на Златибор.
Старији Николин син Марко је имао сина Вука, који је први понео презиме Марковић. Због нешто пасивније средине, спустио се у питомију Шумадију. Првобитно се настанио у Луњевици код Горњег Милановца, али је убрзо прешао у Љуљаке у Гружи, данашња општина Кнић. Забележено је да је имао три сина, Мијаила, Милоша и Мата.
Мато је имао сина Петронија који није имао деце, и чије имање је припало његовој браћи од стричева. Мијаило је имао сина Марка, а Милош сина Огњана. У тефтеру чибука из 1823. године, Марко је забележен са титулом кнеза, што и није ништа необично, обзиром да су тада, а и данас Марковићи једна од најзнаменитијих и најбогатијих гружанских фамилија.
Милош Вуков Марковић је био побратим Карађорђев, и са њиме је хајдуковао, док је његов отац Вук подизао цркву од камена у данашњим Марковићима, што је било практично немогуће, ако се узме у обзир тешко време турске владавине. Ипак, Вук је прибавио дозволе, захваљујући делу злата које је донето из Херцеговине. Од двојице његових синова су се формирале три гране ове гружанске фамилије која данас броји близу педесет домова широм Србије и света. Марковићи су изградили и најстарију воденицу у Горњој Гружи, која и данас постоји. Забележено је да су још Турци у њој млели жито.
Данас Марковићи у Љуљацима славе Светог Јована Крститеља (20. јануар), али је забележено да су у Пиви славили Светог Николу(19. децембар). До промене славе је дошло из познатог и практичног разлога затирања трагова и бољег сакривања од Турака који су их тражили.

## Познати чланови фамилије Марковић из Љуљака
- Професор доктор Стеван Марковић - научник, оснивач Електро-техничког факултета, писац првих уџбеника из физике на српском језику, близак пријатељ Николе Тесле и Јована Дучића.
- Сава Марковић- велепоседник, народни посланик, лични пријатељ краља Милана Обреновића, оснивач Варошице у Љуљацима, али и зачетник печења креча у гружанском крају. Изградио је оригиналну грађевину. Познатију као „Каштел“, која и данас постоји у Варошици у Љуљацима.
- Професор доктор Живорад Жика Марковић- истакнути просветни радник, аутор више научних радова, као и неколико историјских романа.
- Професор доктор Жељко Марковић- један од најбољих стручњака у области радиологије у Србији и Европи, аутор више научних радова и стални професор на Медицинском факултету у Београду.
- Марко С. Марковић-  књижевник, аутор две збирке песама, као и Химне манастира Каменац и Химне општине Кнић.
- Протојереј ставрофор Томислав Марковић- православни мисионар, високи свештеник православне цркве, истакнути хуманитарни радник и ктитор Храма Светог Јована у Марковићима у Љуљацима.
- Др Драган Марковић- познати рендгенолог у КЦ Крагујевац, начелник службе за радиолошку дијагностику.
- Милан Ст. Марковић- један од најпознатијих немачких модних креатора.

## Познати родови који су у сродству са Марковићима
Племство Митровићи- Јанковићи од Ислама грчког- преко Анастасије- Јање рођене племените Јанковић која је родила Николу, оца родоначелника фамилије Марковић, Марка, Марковићи воде порекло и од ове знамените далматинске породице.
Племство Владиславића из Јасеника- Марковићи су, преко свог пивљанског порекла, у сродству и са племством Владиславића из Јасеника код Гацка. Најпознатији припадник ове породице је био руски гроф Сава Владиславић.
Дучићи из Требиња- Марковићи су у сродству и са Дучићима из Требиња који су огранак Владиславића из Гацка. Најпознатији припадник овога рода је био Јован Дучић, близак пријатељ проф.др. Стевана Марковића. Њихова лична преписка је чувана све до 1945. године када је конфискована од стране партизана.
Мићићи из Рожанства- најближи сродници Марковића су Мићићи из Рожанства. Њихов најпознатији припадник је био сердар Јован Мићић, рујански и ужички господар.
Гаговићи из Пиве- кнежевско и архимандритско братство из села Безуја у Пиви. Забележено је да су „Марковићи са Гаговићима једна јабука пресјечена на два дијела“